# Тауї зеленохвостий
Тауї зеленохвостий (Pipilo chlorurus) — вид горобцеподібних птахів родини Passerellidae. Поширений у Північній Америці.

## Поширення
Птах розмножується у західних штатах США. Гніздовий ареал простягається на заході від Орегону до південної Каліфорнії; на сході цей птах трапляється від Великого басейну до Нью-Мексико. На зимівлю мігрує до Аризони, Техасу і Мексики. Мешкає  у чагарниковій рослинності: у чапаралі, у відкритих лісах, в екотонах і в ксеричних чагарниках.

## Опис
Дрібний птах завдовжки до 17 см. Самці і самиці схожі, сірі на черевній частині і оливкові з жовтими відтінками на спинній. Відмінною рисою цього птаха є яскраво-червонувата крона і білий візерунок на обличчі, розділеного на три частини. Біле горло обрамляють дві тонкі темні лінії. Дзьоб чорний.

## Спосіб життя
Пересувається по землі стрибками, часто махаючи хвостом і час від часу зводячи пір'я своєї червоної шапочки.